# Jadon
Jadon ist ein männlicher Vorname.

## Herkunft und Bedeutung
Die Etymologie des hebräischen Namens יָדוֹן jādōn ist nicht gesichert. Diskutiert werden folgende Herleitungen:
- von der Wurzel WDN: „mager“, „zart“[1][2]
- von der Wurzel DNN: „ausharren“, „durchhalten“[1]
- aramäische Kurzform von ידניה jdnjh bzw. יַאֲזַנְיָהוּ jaʾsanjāhū:[1] „der Herr hört“[3]
- von der Wurzel דין djn „er richtet“[4], jedoch lautet die Form korrekt יָדִין jādîn[5]
- von der Wurzel ידה jdh „loben“ oft i. S. v. „danken“[6], jedoch ist auch hier keine entsprechende Form bekannt[7]

## Verbreitung
Der Name Jadon ist weltweit in erster Linie in den USA verbreitet. Im Jahr 2003 erreichte der Name dort mit Rang 372 seine bislang höchste Platzierung in den Vornamenscharts.
In Deutschland wurde der Name zwischen 2010 und 2021 nur rund 300 Mal vergeben.

## Namensträger
- Jadon, Beteiligter am Aufbau der Jerusalemer Stadtmauer (Neh 3,7 EU)
- Jadon Sancho (* 2000), englischer Fußballspieler